# John Charles Linthicum
John Charles Linthicum (ur. 26 listopada 1867, zm. 5 października 1932 w Baltimore, Maryland) – amerykański polityk, działacz Partii Demokratycznej. W latach 1911–1932 był przedstawicielem czwartego okręgu wyborczego w stanie Maryland w Izbie Reprezentantów Stanów Zjednoczonych.

## Życiorys
John Charles Linthicum urodził się 26 listopada 1867 w pobliżu miasta Baltimore w stanie Maryland. Obecnie miejscowość, w której się urodził od jego nazwiska nosi nazwę Linthicum Heights i znajduje się w hrabstwie Anne Arundel. Uczęszczał do szkół publicznych i początkowo pracował jako nauczyciel. W 1887 roku został dyrektorem jednej ze szkół w hrabstwie Frederick.
Mniej więcej w tym samym okresie zaczął studiować historię i nauki polityczne na uniwersytecie Johnsa Hopkinsa w Baltimore. W 1890 roku ukończył studia prawnicze na uniwersytecie Maryland i zaczął pracować jako adwokat w Baltimore.
Karierę polityczną rozpoczął od stanowisk w stanowym parlamencie. W latach 1904 i 1905 roku został wybrany do niższej izby parlamentu stanowego w Maryland, a w latach 1906–1909 zasiadał w stanowym senacie. W 1907 roku nieskutecznie ubiegał się w wyborach o pozycję burmistrza miasta Baltimore.
W latach 1908–1912 był naczelnym prawnikiem w administracji gubernatora Maryland, Austina Lane Crothersa. W tym okresie z ramienia Partii Demokratycznej został wybrany przedstawicielem czwartego okręgu wyborczego w stanie Maryland w Izbie Reprezentantów Stanów Zjednoczonych. Zasiadał na tym stanowisku od 4 marca 1911 roku przez jedenaście kolejnych kadencji, aż do śmierci. W czasie 62. kadencji Kongresu Stanów Zjednoczonych był przewodniczącym komisji do spraw zagranicznych niższej izby parlamentu. Zmarł 5 października 1932 roku w Baltimore.

## Hymn Stanów Zjednoczonych
John Charles Linthicum był pierwszym ustawodawcą amerykańskim, który podjął starania, aby pieśń The Star-Spangled Banner ustanowić oficjalnym hymnem państwowym Stanów Zjednoczonych. Po raz pierwszy wystąpił z tą inicjatywą w 1918 roku, ale początkowo spotkała się ona ze znacznym sprzeciwem w Kongresie Stanów Zjednoczonych. Przez lata Linthicum wielokrotnie ponawiał swoje starania i ostatecznie jego wytrwałość została nagrodzona sukcesem, gdy 3 marca 1931 Kongres Stanów Zjednoczonych zaakceptował szóstą propozycję ustawy w tej sprawie.